# Acció executiva
Acció executiva (títol original en anglès: Executive Action) és una pel·lícula estatunidenca de David Miller, estrenada el 1973. És la primera pel·lícula a posar en escena l'Assassinat de John F. Kennedy i a criticar les conclusions de la Comissió Warren.Ha estat doblada al català.

## Argument
En la introducció de la pel·lícula, es descobreix que, en un passatge, que ha estat censurat, d'una entrevista televisada datada del 2 de maig de 1970, l'antic president Lyndon Johnson abandona les seves sospites que un complot hagi estat en l'origen de l'assassinat de Kennedy.
5 juny de 1963. Figures de la indústria, de la política i de la informació són reunides a la luxosa residència texana de Robert Foster (Robert Ryan). Expressen el seu descontentament creixent envers la política de Kennedy i intenten convèncer Ferguson, un poderós magnat del petroli (Will Geer), el concurs del qual és indispensable, de donar suport als seus plans d'assassinat de Kennedy. Farrington, un especialista de les operacions secretes (Burt Lancaster) esbossa un pla: executar un tir creuat en triangle al pas del seguici presidencial i oferir un cap de turc. Al final d'aquesta trobada, Ferguson no queda convençut, inferint que aquest gènere de pla no és tolerable més que en últim recurs i només quan sigui segur.
Al desert, dos equips de tres tiradors s'entrenen sobre un blanc que es mou. Convenen que l'èxit de l'operació no pot ser garantit més que ralentint el blanc a menys de 25 km/h. Farrington troba el cap de les operacions (Ed Lauter), que en aquest estadi no coneix el blanc, i l'instrueix dels detalls de l'organització. Els homes sota les seves ordres són professionals formats a no parlar mai de les operacions en les quals són implicats. Cadascun rebrà 25.000 dòlars anualment durant cinc anys, després un suplement de 100.000 dòlars a condició que el secret de l'operació continuï estant intacte. Per la importància de les sumes compromeses, comprèn quin blanc hauran d'abatre.
19 juny. Els del complot s'interessen per Lee Harvey Oswald que, per a Farrington, figura ser el perfecte cap de turc: serveix manifestament d'agent per a una o algunes oficines d'informació, pro-comunistes, i té un fusell de precisió. Farrington pensa utilitzar-lo a través d'un intermediari, s'ha de destacar i venir a Dallas. Foster arriba a les verdaderes apostes, preveu que la població del tercer món pujarà a 7.000 milions al cap de dos decennis, aquestes poblacions «grogues, morenes o negres» guiades per la gana i l'amor intentaran envair l'Occident. Considera llavors el Vietnam com una oportunitat de controlar la regió i reduir la seva població a 550 milions. Afegeix que poden aplicar els mateixos mètodes de « control de naixements » a grups indesitjables als Estats Units: els blancs pobres, els negres i els hispans.
25 setembre. Els tiradors segueixen la seva preparació i efectuen una prova sobre blanc real, equipats amb aparells fotogràfics. Els del complot trien la Dealey Plaza per perpetrar l'assassinat, jutjada perfecta per al tir en triangle: un tirador situat al Texas School Book Depository on Oswald ha estat enviat a treballar, un segon a l'edifici de l'arxiu i un tercer al monticle herbós, el viratge precedent permet afluixar el seguici motoritzat a la velocitat desitjada. Un dels del complot s'encarrega d'aconseguir el pas del seguici per aquest itinerari.
Ferguson segueix l'actualitat a la televisió i sembla preocupat per l'orientació « liberal » de Kennedy: Moviment dels drets cívics als Estats Units des de 1954, tractat de prohibició de les proves nuclears. El deteriorament de la situació al Vietnam i la decisió «suïcida» de Kennedy de retirar-hi totes les tropes americanes d'aquí a finals del 1965 acaben de convèncer-lo; despenja llavors el telèfon i dona llum verda a Foster. El cap de les operacions A rep un ordre, el seu equip ha estat escollit per a l'assassinat, un altre equip servirà de cobertura. S'introdueix amb un dels seus homes a Oswald per apoderar-se del seu Mannlicher-Carcano, l'home s'entrena amb aquesta arma de mediocre reputació.
Novembre. Tim, l'ajudant de Farrington (Colby Chester) recluta un sòsia d'Oswald i l'instrueix de la seva missió: provocar la població i deixar pensar, a posteriori , que prepara un cop. S'encarrega igualment de preparar un foto-muntatge d'Oswald arborant el seu fusell amb llarga vista, que serà lliurat a la premsa en el moment oportú. Els homes escollits per perpetrar l'assassinat van a la Dealey Plaza per efectuar una localització de les seves posicions de tir respectius i de la seva fugida. Mentre els del complot efectuen els últims preparatius de l'operació, apuntant a pertorbar la reacció dels oficials de resultes de l'atemptat, les últimes relacions que els arriben confirma l'estat de manca de preparació del Servei secret per al desplaçament a Texas: no coneixen Oswald, contràriament als altres serveis d'informació, i no preveuen dispositius de seguretat particulars, això malgrat les amenaces que pesen.
22 novembre. Els tiradors van a la Dealey Plaza i prenen posició; quant als instigadors del complot, s'instal·len davant el seu aparell de televisió que retransmet l'esdeveniment. El seguici presidencial de Dallas és present en la Dealey Plaza, l'home del dipòsit encerta dues vegades sobre el president Kennedy, el de l'arxiu falla el seu blanc i toca el governador Connally, el tirador col·locat al monticle dona el cop fatal. Fugen immediatament, el tirador del dipòsit abandona el fusell d'Oswald; el tirador del monticle i l'individu que assegura la seva fugida són interpel·lats per policies però són de seguida alliberats presentant la seva targeta del Secret Servei. El verdader Oswald també és interpel·lat en el dipòsit de llibres, però un altre empleat confirma que hi treballa.
La televisió anuncia la mort del President. Mentre els assassins i l'impostor fugen, la televisió anuncia que Oswald és detingut després d'haver matat un policia i és presentat com a sospitós. Tot passa com estava previst per als del complot, tret que Oswald s'adona de la seva posició de cap de turc. Jack Ruby, un propietari d'un night club, s'assabenta de la notícia; és contactat per Tim que l'encarrega, versemblantment, de fer callar Oswald. Dos dies més tard, entra en els locals de la policia i abat Oswald que anava a ser transferit. Mentre els del complot fan un balanç, Foster comunica per telèfon que Farrington ha mort per una crisi cardíaca, probablement afectat per aquesta operació.
La pel·lícula acaba amb un muntatge de fotos de 18 testimonis que han assistit a l'assassinat. El comentari assenyala que tots aquests testimonis han mort durant els 3 anys que han seguit l'assassinat entre els quals: 6 per trets, 3 per accident de la carretera, 2 per suïcidi, 1 degollat, 1 per cop de karate i 3 per crisi cardíaca, només 2 són morts naturals. S'informa igualment que un actuari contractat pel Sunday Times ha calculat que la probabilitat que tots aquests testimonis oculars morissin en aquest període és d'un a 1017 (o sigui cent milions de mil milions).

## Repartiment
- Burt Lancaster: James Farrington
- Robert Ryan: Robert Foster
- Will Geer: Harold Ferguson
- Gilbert Green: Paulitz
- John Anderson: Halliday
- Paul Carr: Chris, un tirador de l'equip A
- Colby Chester: Tim, l'ajudant de Farrington
- Ed Lauter: el cap d'operacions i cap de l'equip A
- Walter Brooke: Smythe
- John Brascia: Un tirador de l'equip B
- Richard Bull: Jess, un tirador de l'equip A
- Deanna Darrin: La strip-teaseuse
- Lee Delano: Lee, un tirador de l'equip A
- Lloyd Gough: Charlie McCadden
- Graydon Gould: el comentador TV
- Rick Hurst: el venedor de vehicles d'ocasió
- Robert Karnes: L'home en l'estand de tir
- James MacColl: Lee Harvey Oswald / Jim
- Joaquín Martínez: Art Mendoza, un cubà anti-Castro
- Dick Miller: George, un tirador de l'equip B
- Oscar Oncidi: Jack Ruby
- Tom Peters: el sergent Nelson
- Paul Sorensen: L'oficial Brown
- Hunter von Leer: Un tirador de l'equip B
- Sandy Ward: El policia
- William Watson: el tècnic i cap de l'equip B

## Producció

### Gènesi difícil
Abans de la seva aparició a JFK, Donald Sutherland, que prova la producció en aquesta època, és a l'origen del projecte el 1971. No aconseguint trobar suport financer durant dos anys, cedeix el projecte a Edward Lewis (productor). Aquest troba finalment un inversionista privat que mai no ha finançat cap pel·lícula, Herbert Magidson, un activista antiguerra.
Els productors disposen d'un pressupost que no arriba al milió de dòlars, o sigui l'equivalent al d'un modest telefilm, els costos han estat mantinguts el més baix possible per poder concretar el projecte. Tot el personal ha estat remunerat al mínim i el productor Edward Lewis ha renunciat al seu catxet. Els actors han portat fins i tot el seu propi guarda-roba per al rodatge.

### Guió
En col·laboració amb Donald Sutherland, Donald Freed i Marc Lane tenen a punt el primer guió el 1971 a partir del llibre-investigació d'aquest últim, Rush to Judgment , i trobant informadors de la CIA i testimonis. Aquest guió posa clarament en causa la CIA, Mark Lane afirma mateix que la pel·lícula es subtitulava per això Conspiracy In America amb les lletres inicials que ho posaven en evidència. El guió de la pel·lícula és llavors transposat com a novel·la sota el títol Executive Action: Assassination Of A Head Of State  pels seus autors.
De resultes de la cessió dels drets, Edward Lewis apel·la a Dalton Trumbo per reprendre el guió, ja han col·laborat junts, sobretot a Spartacus i Lonely Are the Brave. En principi escèptic, després d'haver llegit llibres sobre l'assumpte i haver visionat la pel·lícula de Zapruder, Dalton Trumbo queda completament convençut que els tirs provenien de dues direccions i de la necessitat de reobrir la investigació.
La premissa de la pel·lícula és que Lee Harvey Oswald no va poder efectuar l'assassinat sol, sinó que hi ha hagut una conspiració. No intenta no obstant això documentar la conspiració, ofereix una hipòtesi fictícia sobre la manera com hauria pogut tenir lloc, tot respectant el marc dels fets establerts. Per això, Dalton Trumbo imagina una combinació de la realitat i de la ficció que mai no ha estat provada abans, la història és completament fictícia però nombrosos personatges reals figuren en les imatges d'arxiu ocupant un 30% de la pel·lícula. La tesi de Trumbo és que de poderosos individus del Complex militaro-industrial han planificat i executat l'assassinat basant-se en la seva oposició a la política de Kennedy: tractat de prohibició de les proves nuclears, retirada de les tropes del Sud-est d'Àsia, abaixa deduccions d'impost sobre la producció de petroli, aturada de les fusions en virtut de la llei antitrust, suport dels drets cívics, etc.
Comprovant l'evolució del guió Mark Lane i Donald Freed s'han queixat al productor i en conferència de premsa de l'orientació i dels errors de l'adaptació que condueixen a l'emblanquinament de la CIA. Han pensat oposar-se a l'estrena de la pel·lícula després han acordat que podia suscitar un qüestionament de part del públic.

### Distribució dels papers
Només pels personatges reals de la pel·lícula, Lee Harvey Oswald i Jack Ruby, els productors han escollit actors que se'ls assemblen i han triat actors no professionals.
Alguns participants a la pel·lícula són compromesos políticament. A més de Dalton Trumbo, Will Geer i Lloyd Gough han estat investigats sota el maccarthisme i van estar a la llista negra de Hollywood. Els protagonistes de la pel·lícula s'han preguntat i han condicionat la seva participació en la pel·lícula al seu consentiment a les tesis desenvolupades.
A Burt Lancaster li va agradar el guió però va notificar a Lewis que no faria la pel·lícula si no quedava convençut que el complot hagués pogut existir; després de diversos mesos de reflexió, afirma estar convençut. «El poder és una de les coses més espantoses al món. Sempre ha estat veritat que els homes, per tal de mantenir-se al poder, no retrocedeixen davant de res. Aquests homes es justifiquen dient que fan allò per una bona causa. Parlen de la supremacia blanca, de la superpoblació, de la gana al món i de l'amenaça del comunisme. He sentit que aquesta pel·lícula valia la pena per fer veure a la gent que aquestes coses es poden produir al nostre país, no només en certes repúbliques bananeres ».
Robert Ryan ha expressat també els seus dubtes sobre la conspiració, però després d'haver llegit el guió, dona el seu vistiplau pel que serà el seu últim film. Durant tota la producció, Ryan es queixa de mal d'esquena i segueix un tractament contra el seu càncer del pulmó, mor algunes setmanes després del final del rodatge. En el transcurs d'una de les seves últimes entrevistes, destaca que aquesta pel·lícula era la més important de la seva carrera.
Per la seva banda, Will Geer, per interpretar el seu personatge, s'ha inspirat en milionaris i en senadors que coneixia, agafant els seus gestos i maneres.

### Rodatge
La pel·lícula ha estat rodada als mesos de maig i juny de 1973, en un casal a Pasadena que ha servit de residència a Foster, a l'indret de Vasquez Rocks que ha servit de lloc d'entrenament a equips de tiradors i, naturalment, a la Dealey Plaza per a la fase de localització i d'assassinat. El rodatge al davant i dins del Texas School Book Depository ha estat realitzat sense l'autorització de les autoritats texanes.
El rodatge s'ha desenvolupat en el major secret per por que la pel·lícula no pogués veure el dia. Ha estat objecte d'amenaces de sabotatge, d'una infiltració de l'equip de rodatge per la CIA i d'una amenaça de mort en contra del productor Gary Horowitz, dels guàrdies encarregats de la seguretat del plató. Burt Lancaster i Edward Lewis han tingut pressions apuntant a renunciar al projecte.